# Krvno srodstvo
Krvno srodstvo (latinski: consanguinitas – konsangvinitet) karakteristika je srodstva s drugom osobom, potjecanje od zajedničkog pretka.
Mnoga zakonodavstva imaju zakone koji zabranjuju osobama koje su u krvnom srodstvu da se vjenčaju ili imaju međusobne seksualne odnose. Stupanj krvnog srodstva koji dovodi do ove zabrane razlikuje se od države do države. Takva se pravila također koriste za određivanje nasljednika ostavine u skladu sa zakonima koji uređuju ostavinsko nasljeđivanje, a koji se također razlikuju od zakonodavstvo do zakonodavstva.
Stupanj relativnog srodstva može se ilustrirati tablicom srodstva u kojoj se svaka razina linijskog srodstva (generacija) pojavljuje kao red, a pojedinci s kolateralnim srodstvom dijele isti red. Sustav čvorova je numerički zapis koji opisuje krvno srodstvo koristeći Ahnentafel brojeve zajedničkih predaka.
U hrvatskom pravnom sustavu primjenjuje se tzv. computatio civilis, dok u kanonskom pravu vrijedi tzv. computatio naturalis. Postoje dvije linije  – uspravna (linea recta) i pobočna linija (linea transversa). 
Uspravnu liniju čine osobe koje potječu jedna od druge, odnosno preci (ascedenti) i potomci (descedenti): pradjed – djed – otac – sin – unuk – praunuk. Ovisno o perspektivi, razlikuje se ushodna (srodnički niz gleda se od potomaka prema precima: unuk – sin – otac – djed) te nishodna linija (srodnički niz gleda se od predaka prema potomcima: djed – otac – sin – unuk).
Pobočnu liniju (naziva se još i kolateralnom linijom) čine osobe koje ne potječu jedna od druge, već imaju zajedničkog pretka: braća, stric – nećak, bratići, itd. Pobočni srodnici (kolaterali) mogu biti punokrvni (ako imaju oba zajednička roditelja – germani) ili polukrvni (ako imaju samo zajedničkog oca – consanguinei, ili samo zajedničku majku – uterini).
Ako su dvije osobe u srodstvu, imaju veći ili manji broj istih gena naslijeđenih od zajedničkog pretka. Što je veće srodstvo, to je veći i jednaki dio genoma. Taj dio genoma može uključivati alele koji u homozigotnom stanju imaju štetan učinak.
Brakovi u krvnom srodstvu najčešći su u reproduktivno izoliranim ljudskim populacijama, kao što su: izolirani otoci, planinski masivi, plemenske zajednice u Andama itd. Osim štetnih posljedica, poput veće učestalosti psihičkih bolesti i tjelesnih nedostataka, uočeno je da se u takvim brakovima češće javljaju sterilitet i osobe s crvenom kosom.